# HD 114613
HD 114613 é uma estrela na constelação de Centaurus. Com uma magnitude aparente visual de 4,85, pode ser vista a olho nu em locais sem muita poluição luminosa. É uma estrela próxima localizada a uma distância de 66,2 anos-luz (20,3 parsecs) da Terra, determinada a partir de medições de paralaxe pela sonda Gaia.
Esta é uma estrela de classe G da sequência principal ou uma subgigante, já tendo sido classificada com os tipos espectrais de G3V ou G4IV. Sua gravidade superficial, alta luminosidade e outras características são mais consistentes com a classificação como uma subgigante evoluída. Tem uma massa de 1,25 vezes a massa solar e um raio de 2,04 raios solares. Está irradiando energia de sua fotosfera com 4,09 vezes a luminosidade solar a uma temperatura efetiva de 5 756 K, dando à estrela a coloração amarelada típica de estrelas de classe G. Tem uma metalicidade, a abundância de elementos que não são hidrogênio e hélio, superior à solar, com 145% da abundância solar de ferro. Sua idade é estimada em 5 bilhões de anos. HD 114613 tem um ciclo magnético com um período de 897+61
−53 dias, cerca de 4,5 vezes mais curto que o ciclo solar de 11 anos.
Em 2014 foi publicada a descoberta de um planeta extrassolar orbitando HD 114613. A estrela foi observada pelo Telescópio Anglo-Australiano por 15,4 anos começando em janeiro de 1998, tendo sido detectadas variações em sua velocidade radial com um período de 10,5 anos, indicando a presença de um planeta de longo período. Com uma massa mínima de aproximadamente metade da massa de Júpiter, presume-se que ele seja um gigante gasoso análogo a Júpiter. Sua longa órbita tem um semieixo maior de 5,16 UA e uma excentricidade moderada de 0,25.
| Planeta | Massa           | Semieixo maior (UA) | Período orbital (dias) | Excentricidade |
| ------- | --------------- | ------------------- | ---------------------- | -------------- |
| b       | >0,48 ± 0,04 MJ | 5,16 ± 0,13         | 3827 ± 105             | 0,25 ± 0,08    |